# فتحي المسلماني
فتحي المسلماني ممثل تونسي .

## عن حياته
اشتهر بعدة أدوار تلفزيونية في العديد من المسلسلات التونسية التي كانت اغلبها لاقت نجاحاً كبيراً .بدأ مع المخرج حمادي عرافة في سنة 1993 بدور في مسلسل «وردة» وقام أثرها بعدة مسلسلات في:(امواج، غادة، ثلاثية سفينة رحيم، الخطاب على الباب، عنبر الليل، ويبقى الحب، منامة عروسية، قمرة سيدي المحروس، حسابات وعقابات، عودة المنيار، مال وآمال، ليالي البيض، بين الثنايا، أقفاص بلا طيور، كاستينغ، الاستاذة ملاك، لأجل عيون كاترين، الزوجة الخامسة، أولاد مفيدة، ناعورة الهواء 2، الدوامة ...) وعمل أيضاً بعض ألادوار المسرحية.

## فيلموغرافيا

### السينما
- 1995 : حبيبة مسيكة (رقصة النار) لسلمى بكار
- 2002 : نغم الناعورة لعبد اللطيف بن عمار
- 2004 : كلمة رجال لمعز كمون
- 2007 : شطر محبة لكلثوم برناز
- 2010 : النخيل الجريح لعبد اللطيف بن عمار
- 2013 : مانموتش لالنوري بوزيد

### الأعمال التلفزية

#### المسلسلات
- 1994 : غادة لمحمد الحاج سليمان وعبد الكريم العليمي
- 1996-1997 : الخطاب على الباب لصلاح الدين الصيد وعلي اللواتي والمنصف البلدي بدور المنجي
- 1999 : عنبر الليل لالحبيب المسلماني وأحمد رجب بدور سليمان ثابت
- 2000 :
  - يا زهرة في خيالي لعبد القادر الجربي ومصطفى العدواني وآدم فتحي ورضا القحام بدور فتحي
  - منامة عروسية لصلاح الدين الصيد وعلي اللواتي بدور الأستاذ المحامي عبد الرحمان
- 2001 : ضفاير للحبيب المسلماني ومديح بالعيد ورضا القحام
- 2003 : قمرة سيدي المحروس لعلي اللواتي وصلاح الدين الصيد بدور حمدة السرايري
- 2004 : حسابات وعقابات لعلي اللواتي والحبيب المسلماني بدور شكري الدعاس
- 2007 :
  - شوفلي حل لصلاح الدين الصيد (ضيف شرف الحلقة 27 من الموسم 2) بدور نبيل
  - الليالي البيض لرفيقة بوجدي والحبيب المسلماني بدور خالد العابد
  - كمنجة سلامة لعلي اللواتي وحمادي عرافة
- 2008 : بين الثنايا لجهاد الشارني ويونس الفارحي ومحرز الزين والحبيب المسلماني بدور محمود
- 2009 : أقفاص بلا طيور لعز الدين الحرباوي ونبيل بالسعايدية والصادق الهلالي ومروة بن جميع وسلمى بكار وجمال شمس الدين بدور صبحي
- 2010 :
  - ڨراج الكريك لرضا الباهي ورانيا مليكة والطاهر الفازع
  - كاستينغ لقيس شقير وسامي الفهري وسوسن الجمني بدور صالح، والد كنزة
- 2011 :
  - الأستاذة ملاك لعلي اللواتي وفرج سلامة
  - نجوم الليل (الموسم 3) لمديح بالعيد وأمير الماجولي وجميل النجار وقيس ناجي ومهدي نصرة وسامية عمامي وسعد بن حسين وعبد الكريم العليمي بدور آرسان (محامي الناصر)
- 2012 :
  - مكتوب لسامي الفهري بدور منذر بن فرحات
  - من أجل عيون كاترين لرفيقة بوجدي وحمادي عرافة بدور الحبيب
- عنقود الغضب لنعيم بن رحومة بدورحمادي
  - باب الحارة 2100 لهيفاء عرعار وأنيس بن دالي وأسامة عبد القادر بدور أبو باديس
- 2013 : الزوجة الخامسة للحبيب المسلماني وجمال الدين خليف بدور هشام
- 2014 : يقوي سعدك لأمير الماجولي وأسامة عبد القادر بدور الطاهر شهر طهورة
- 2015 : ناعورة الهواء (الموسم 2) لمديح بالعيد بدور جلول
- 2015-2016 : أولاد مفيدة لسامي الفهري وسوسن الجمني بدور رفيق
- 2016 : وردة وكتاب (مشاركة خاصة) لأحمد رجب
- 2017 :
  - الدوامة لنعيم بن رحومة ومحمد علي ميهوب وعبد المؤمن حواص بدور عصام القادري
  - بوليس حالة عادية (الموسم 4) لمجدي السميري وزهور يحمدي
- 2019 : دار نانا لمحمد علي ميهوب ويونس الفارحي بدور الأستاذ المامي التوهامي
- 2020 :
  - نوبة (الموسم 2) لعبد الحميد بوشناق (ضيف شرف) بدور الكولونيل
  - قلب الذيب لبسام الحمراوي بدور محمود، قيادي الحركة الوطنية
- 2021 :
  - أولاد الغول لمراد بالشيخ بدور خالد
  - المليونير لمحمد جوك بدور والد نادية
  - براءة لمراد بالشيخ وسامي الفهري بدور سي حمد، والد حنين

#### الأفلام التلفزيية
- 2004 : طين الأجيال لعلي منصور و نبيل يالسيدة : مروان
- 2006 : عبد الرحمان ابن خلدون
- 2007 : القوي للحبيب المسلماني

### الأعمال المسرحية
- 2005 :
  - الطالبات، نص نعيمة الجاني والإخراج المسرحي لالمنجي بن حفصية
  - الماريشال، نص نور الدين القصباوي والإخراج المسرحي لعبد العزيز المحرزي
- 2014 : الحالة عادية، مقتبسة عن مسرحية النجاة للكاتب المصري نجيب محفوظ والإخراج المسرحي حسن المؤذن
- 2015 : ظلموني حبايبي لعبد العزيز المحرزي بدور نخاعي